# Шкабара, Олег Иванович
Оле́г Ива́нович Шкаба́ра (бел. Алег Іванавіч Шкабара; род. 15 февраля 1983, Минск) — белорусский футболист и тренер.

## Карьера

### Клубная
Воспитанник знаменитой детско-юношеской школы СДЮШОР-5 (Минск). Начал карьеру в клубе «Трактор» в 2000 году, в следующем сезоне уехал в Россию в московское «Динамо», но там играл, в основном, в дубле «бело-голубых» он провёл за 2 года 53 матча и забил 10 голов и один автогол, а за основной состав 4 матча (2 из них в кубке России). Из «Динамо» вернулся в Беларусь, выступая за БАТЭ, а потом вновь за «Динамо», выступив в 16-ти играх. После играл за клуб «Гомель», екатеринбургский «Урал». С 2008 по 2011 Олег Шкабара выступал за «Динамо» (Минск).
В январе 2011 подписал двухлетний контракт с «Нафтаном». Вторую половину сезона 2012 пропустил из-за травмы. В январе 2013 года продлил контракт с «Нафтаном» и вскоре стал капитаном новополоцкого клуба. Начинал сезон на позиции центрального защитника, после закрепился на позиции опорного полузащитника. В феврале 2015 года продлил контракт с клубом ещё на год. В сезонах 2015—2016 оставался капитаном команды, однако на поле появлялся нерегулярно, много матчей пропустил из-за травм.
В феврале 2017 года стал игроком «Смолевичи-СТИ».
В феврале 2018 года вновь присоединился к «Нафтану», однако в марте отказался подписывать соглашение с клубом. Позднее стал игроком речицкого «Спутника» и начал в его составе сезон 2018. В июле покинул клуб, а в августе стал игроком «Молодечно», в составе которого выступал до конца 2019 года, редко появляясь на поле. В сентябре 2020 года присоединился к «Миорам» в чемпионате Витебской области. В феврале 2021 года завершил карьеру.

### В сборной
Играл за молодёжную и национальную сборную Беларуси.

### Тренерская
В феврале 2021 года вошёл в тренерский штаб «Островца».

## Достижения
- Серебряный призёр чемпионата Беларуси (4): 2003, 2004, 2008, 2009
- Обладатель Кубка Беларуси: 2012